# Szkoła Podstawowa Niepubliczna przy Fundacji Pomocy Ludziom Niepełnosprawnym
Szkoła Podstawowa Niepubliczna przy Fundacji Pomocy Ludziom Niepełnosprawnym – niepubliczna szkoła specjalna w Warszawie, działająca przy Fundacji Pomocy Ludziom Niepełnosprawnym. Szkoła powstała jako miejsce edukacji dla uczniów z niepełnosprawnością ruchową, głównie z mózgowym porażeniem dziecięcym. Obecnie kształci uczniów z niepełnosprawnością intelektualną, najczęściej sprzężoną z innymi niepełnosprawnościami.

## Misja
Szkoła stawia sobie za cel przygotowanie uczniów do samodzielnego funkcjonowania w życiu na miarę ich możliwości i potrzeb.
Szkoła zapewnia uczniom poczucie bezpieczeństwa, akceptacji, pewności siebie i poczucia odniesienia sukcesu. Stawia na aktywność uczniów, umiejętność budowania relacji oraz porozumiewanie się.

## Historia
Historia placówki sięga roku 1990, gdy rozpoczęła działalność świetlica terapeutyczno-integracyjna.
W roku szkolnym 1992/1993 działała już jako Szkoła Podstawowa Niepubliczna Dla Dzieci z Porażeniem Mózgowym.
W roku 2003 nazwę szkoły zmieniono na obecną.
Od roku 2008 rozpoczęła działalność Szkoła Specjalna Przysposabiająca do Pracy przy FPLN.

## Organizacja
Obecnie, obok Szkoła Podstawowa Niepubliczna przy FPLN, działa również Gimnazjum Niepubliczne przy FPLN, Szkoła Specjalna Przysposabiająca do Pracy przy FPLN, Zespół Wczesnego Wspomagania Rozwoju oraz Pozaszkolna Placówka Specjalistyczna przy FPLN. Placówki są oficjalnie odrębnymi jednostkami, choć mieszczą się w tym samym budynku oraz posiadają tę samą dyrekcję oraz nauczycieli i terapeutów.